# پرچم پالائو
پرچم پالائو در اول ژانویه ۱۹۸۱ به تصویب رسید. پرچم حاضر مربوط به زمانی است که پالائو جمهوری شد.

## نمادشناسی
انتخاب رنگ ها ریشه در تاریخ و آداب و رسوم مردم پالائو دارد. 
آبی روشن نماد اقیانوس آرام است و همچنین نشان دهنده گذار از سلطه خارجی به خودمختاری. دیسک طلایی، که کمی خارج از مرکز قرار دارد، ماه کامل را نشان می دهد.
پالائویی ها ماه کامل را بهترین زمان برای فعالیت انسان می دانند. در این زمان از ماه جشن ها، ماهیگیری، کاشت، برداشت، قطع درختان و کنده کاری قایق های سنتی انجام می شود. ماه نماد صلح، عشق و آرامش است.